# Phaseolus acutifolius
El frijol tépari (Phaseolus acutifolius) es una especie de frijol nativa del suroeste de Estados Unidos y el noroeste de México. Fue domesticada en la época prehispánica por los pueblos oasisamericanos que ocuparon la región. Este cultivo fue uno de los pocos cuyo origen se encuentra en la región y constituyó una parte importante en la dieta de los indígenas. 
El frijol tépari es más resistente a los climas secos que el frijol común (Phaseolus vulgaris) y se ha adaptado muy bien en las condiciones desérticas y semidesérticas desde Arizona hasta Costa Rica. Los requerimientos de humedad para su cultivo son bastante bajos, e incluso puede crecer en regiones donde el promedio de precipitación anual es menor a los 400 mm; debido a estas características, ha sido introducido recientemente en la agricultura africana. 
También se conoce como pawi, pavi, tepari, escomite, yori mui, yori muni. El nombre tepari puede derivar de la frase del idioma Tohono O'odham t'pawi (¡es un frijol!).

## Clasificación y descripción
Es una especie que pertenece a la familia de las fabáceas. Planta herbácea anual, cuyo hábito de crecimiento es enredador y pueden llegar hasta 4 m de longitud; hojas primarias sésiles, foliolos laminares, de forma romboidal angostos y alargados; pseudorracimos con 2-4 ramillas fructíferas, foliolos de las Inflorescencias cortas, con pocas flores, bracteolas cortas de 1-3 mm de largo, estigma lateral introrso (dirigido hacia adentro), vainas principalmente comprimidas, carpelo con suturas pronunciadas y generalmente cubiertas con tricomas (formación epidérmica que resalta en la superficie de los órganos de las plantas) en forma de gancho. En su forma cultivada, así como las silvestres, son de ciclo corto, florecen entre los 30 y 40 días después de la germinación y maduran de los 60 a 80 días. En las formas silvestres, la dispersión de las semillas dentro de un radio de 3 metros se hacen por dehiscencia violenta de las vainas, en algunos cultivares existe una breve latencia poscosecha de un mes.

## Distribución
La principal área de distribución, y probablemente de origen, de P. acutifolius es el desierto Sonorense. En México, se encuentra en los estados de Baja California, Baja California Sur, Sonora, Chihuahua, Sinaloa, Jalisco Durango, Nayarit, Querétaro, Michoacán, Guerrero y Oaxaca. También se distribuye en los estados de Arizona y Nuevo México en EUA.

## Ambiente
La forma cultivada se encuentra desde los 50 m hasta los 1920 m s. n. m., requiere precipitaciones de 250-300 mm anuales, aunque se cultiva, en México, desde los 150 mm (Sonora) hasta 750 mm (Campeche). P. acutifolius se encuentra entre las de menor requerimiento de humedad, con alta adaptación a ambientes cálidos. Durante el período vegetativo, la temperatura diurna puede alcanzar 20-32 °C. Crece en suelos con pH 6.7 – 7.1, arenosos, limosos, orgánicos y con buen drenaje. Existe una especialización ecológica en sus formas silvestres, uno ocupa hábitats semisoleados asociados con plantas del mezquite, a orillas de cauces, otras variedades silvestres coloniza las vertientes soleadas con cactáceas y arbustos espinosos. La forma cultivada es una planta heliófita con mecanismos de tolerancia al exceso del sol.

## Estado de conservación
Por sus características de resistencia a sequía, altas temperaturas, aunado al cambio climático global que en forma acelerada se ha establecido, esta especie deberá utilizarse en el mejoramiento del frijol común y mejorarse y explotarse para ambientes extremos. P. acutifolius, se adaptan a condiciones extremas de temperatura. Por lo tanto, las líneas avanzadas de frijol Tépari tienen las características genéticas para establecer un programa de mejoramiento por hibridaciones interespecíficas con variedades deseables de frijol para obtener nuevas variedades con tolerancia y/o resistencia a condiciones extremas y aumentar el rendimiento de producción de frijol. Esta especie no se encuentra bajo ninguna categoría de protección de acuerdo a la NOM-059-ECOL-2010 de la SEMARNAT. Tampoco se encuentra en la lista de especies de la UICN (Unión Internacional para la Conservación de la Naturaleza).

## Resistencia al estrés térmico
El P. acutifolius es una especie prima del P. vulgaris, estudios genómicos estiman que este divergió alrededor de ~2.1 Mya. Como parte de esta divergencia la especie duplicó genes que le confieren resistencia al estrés abiótico de las zonas áridas; genes de unión codificantes para proteínas de unión a la quitina, actividad quinasa y metabolismo de amino azúcar (Ejemplo: Glucosamina). El frijol Tépari utiliza las amino azúcares como un mecanismo de protección frente al estrés térmico, evitando que proteínas dentro del organismo inicien un proceso de desnaturalización.
Un estudio, publicado en el 2021, mostró que cuando Tépari es expuesto a altas temperaturas hay una regulación negativa de los genes involucrados en la división celular (GO:0048523; GO:0045786) y positiva en aquellos involucrados en el arresto celular (GO:0007050). Esto sugiere que arriba de los 37 °C las células que están en el ciclo de división celular son arrestadas en la fase G1-S; parece ser que esto lo hace la célula con el fin de evitar el desarrollo de organismo y de esa manera conservar energía. También se encontraron genes de la síntesis de la trehalosa sobreexpresados; la trehalosa es una azúcar que en altas concentraciones es capaz de proteger las membranas celulares y a las proteínas del proceso de desnaturalización.

## Variedades
- Phaseolus acutifolius var. acutifolius A.Gray
- Phaseolus acutifolius var. latifolius F.L.Freeman
- Phaseolus acutifolius var. tenuifolius A.Gray